# Tamarasheni
Tamarasheni (en georgiano: თამარაშენი, lit. 'construido por Tamar'; en ruso: Тамарашени) o Tamares (en osetio: Тамарес) fue un pueblo que pertenece a la parcialmente reconocida República de Osetia del Sur, parte del distrito de Tsjinval, aunque de iure pertenece al municipio de Kurta de la región de Iberia Interior de Georgia.

## Geografía
Tamarasheni está situado en el valle del río Gran Liajvi, 1 km al norte de Tsjinvali, capital de Osetia del Sur. 

## Historia
La tradición dice que el pueblo fue fundado por la reina medieval Tamara de Georgia (1284-1212) como un pequeño pueblo. Tamarasheni era conocida como una pequeña ciudad en el siglo XVIII de la región de Samachablo dentro del reino de Iberia. Tras la anexión rusa del reino de Iberia-Kajetia, la familia gobernante de Samachablo, los Machabeli, se retiraron aquí desde Kurta.
Durante la formación del óblast autónomo de Osetia del Sur en 1921-1922 y la determinación de la frontera administrativa de la región autónoma, docenas de aldeas georgianas, incluidas Tamaresheni, protestaron contra la inclusión propuesta en Osetia del Sur.
Tamarasheni fue una de las cuatro grandes aldeas que formaron un “enclave georgiano” en la autovía transcaucásico. Durante el conflicto georgiano-osetio, durante el asedio de Tsjinvali, la población osetia (hasta el 10%) de estas aldeas fue expulsada, mientras que al comienzo mismo del conflicto, las poblaciones georgiana y judía fueron expulsadas de los enclaves osetios y de Tsjinvali. Durante la guerra de Osetia del Sur de 1991-1992, los georgianos lograron controlar el pueblo. 
En 2004, las relaciones entre Georgia y Osetia se deterioraron; a finales de julio, las fuerzas de paz rusas comenzaron a patrullar la zona de Tamarasheni. El 7 de noviembre de 2004 tuvo lugar en el pueblo un intercambio de rehenes (40 personas de ambos lados fueron liberadas) y el 29 de mayo de 2005, cuatro militares de Osetia del Sur y un policía georgiano fueron asesinados en la aldea.
Allí el 9 de agosto de 2008, en plena guerra ruso-georgiana, se libran duros combates entre las fuerzas georgianas y las rusas. Prácticamente todo el pueblo (177 edificios destruidos o severamente dañados) fueron destruidos en incendios provocados por las milicias de Osetia del Sur después de los combates.
En una parte del territorio del pueblo, donde había una granja de conejos destruida y se cultivaban uvas silvestres, se construyó el microdistrito de Moskovski de Tsjinvali. Según el secretario de prensa del alcalde de Moscú, Serguéi Tsoi, se retiraron 97 minas antipersonal georgianas de la zona urbanizada. Según Rossiyskaya Gazeta, en el lugar de los pueblos quemados y abandonados de Tamarasheni y Achabeti, se planeó construir un aeropuerto con una pista ampliada capaz de recibir aviones de transporte pesado.

## Demografía
La evolución demográfica de Tamaresheni entre 1886 y 2015 fue la siguiente:
| 357                                                      | 356 | 321 | 632 | 969 | 1196 | 1166 | 960 | 0 |
| (Fuente: Population of South Ossetia since Soviet times) |     |     |     |     |      |      |     |   |

Según el censo soviético de 1959, la mayoría de la población local eran georgianos. En el censo ruso de 1916 y el de 2002 realizado por las autoridades georgianas, que controlaban Tamarasheni, la composición étnica del pueblo era la siguiente:
|              | 1916      | 1916       | 2002      | 2002       |
| Grupo étnico | Población | Porcentaje | Población | Porcentaje |
| ------------ | --------- | ---------- | --------- | ---------- |
| Georgianos   | 331       | 93%        | 874       | 91%        |
| Osetios      | 25        | 7%         | 86        | 8%         |
| Total        | 356       | 100%       | 960       | 100%       |

## Infraestrucctura

### Arquitectura, monumentos y lugares de interés
En el pueblo había un museo museo del escritor georgiano y traductor de Shakespeare, Ivane Machabeli. Éste fue dañado el 23 de julio de 1997, en un ataque por nacionalistas osetios.

### Transporte
Por Tamarasheni pasa la autovía transcaucásica, que une Gori y Osetia del Norte-Alania.

## Personas importantes
- Ivane Machabeli (1854-1898): escritor, traductor y figura pública georgiano, fundador de la nueva lengua literaria georgiana.